# Лучшие годы нашей жизни
«Лучшие годы нашей жизни» (англ. The Best Years of Our Lives) (1946) — чёрно-белая мелодрама, снятая режиссёром Уильямом Уайлером по сценарию Роберта Шервуда, экранизация романа Маккинли Кантора «Прославление меня» (Glory for Me). Фильм снискал признание критиков и имел коммерческий успех, став самым кассовым фильмов в США и Великобритании после «Унесённых ветром», являясь шестым наиболее посещаемым фильмов в Великобритании с более чем 20 миллионами проданных билетов. Лента получила восемь премий «Оскар», в том числе за лучший фильм года, а также ряд других наград.
В 1989 году в числе первых 25 картин включён в Национальный реестр фильмов.

## Сюжет
Трое солдат возвращаются самолётом в родной вымышленный город Бун-сити на Среднем Западе с фронтов Второй мировой войны, но не испытывают никакой уверенности в завтрашнем дне. Каждый из них по-своему переживает процесс интеграции в послевоенное общество. Ветераны вновь встречаются в баре, где работает пианистом Бутч Энгл (Хоуги Кармайкл), дядя Гомера. Эл и Гомер встречаются в банке, где последний получает ежемесячное пособие в 200 долларов. Пэрриш рассказывает, как познакомился с красоткой-женой Фреда, они решают как-нибудь вновь собраться в баре. На двойном свидании с четой Дерри Вуди говорит Пегги, что Фред не любит Мэри, девушка видит меркантильность миссис Дерри в женской комнате. Эл встречается с Фредом в баре, тот признаётся, что любит его дочь, но Стивенсон против этого союза. Дерри даёт слово, что больше не будет видеться с Пегги. После его ухода в заведение заходит Гомер, демонстрирующий Элу игру с дядей на фортепиано. Гомер приходит в супермаркет, для работает Фред, где заводит разговор с мужчиной, винящий правительственных радикалов во ввязывании в войну и считающий, что солдаты зря рисковали жизнями. Это выводит Гомера из себя, он нападает на мужчину, Фред, защищая друга, бьёт того по лицу, тот клиент падает на витрину. Всё это из своего офиса видит мистер Торп, сразу же увольняющий сотрудника. Фред рекомендует Гомеру не раздумывая жениться на Вилме, и готов стать свидетелем на торжестве.
Пехотный сержант Эл Стивенсон (Фредрик Марч), женатый вот уже 20 лет, должен вновь привыкать к своей семейной жизни с женой Милли (Мирна Лой), уже три года как ведущую домашние обязанности после увольнения горничной, и заново узнавать своих двух уже почти взрослых детей — дочь Пегги (Тереза Райт) и сына-подростка Роба. Решившись развеяться, он посещает с женой и дочерью несколько клубов, напивается, и танцует с супругой под аккомпанемент пианино, после чего женщины отвозят его домой, спящего без задних ног. На следующий день ему звонит начальник, мистер Милтон, и Эл получает прежнюю работу банкира, но на более высокой должности - вице-президента по малым займам для ветеранов с окладом 12 000 в год. Начальник пока даёт ветерану заслуженный отдых и дарит портфель с отчётами, с которыми тот должен ознакомиться. Первым клиентом Стивенсона становится мистер Новак, служившим на флоте в Тихом океане, а теперь решившим обзавестись фермой, но мистер Милтон советует ему впредь не одобрять заём на основе только личной уверенности в человеке. Пегги признаётся родителям, что влюбилась в Фреда, поэтому пригласила того в женой, чтобы отрезвиться, а сама пойдёт с Вуди Мэриллом. В это время супруги Стивенсом посещают банкет компании, где Эл рассказывает о своих боевых буднях. Супруги не одобряют стремление дочери освободить Фреда от тяжких уз брака. Пегги переживает расставание с Фредом.
Лётчик бомбардировщика B-17, капитан авиации Фред Дерри (Дана Эндрюс), бывший до войны оператором сифона по розливу газировки и пьяницей, узнаёт, что его красивая супруга Мэри (Вирджиния Мейо), с которой он женился незадолго до отъезда и пробыл меньше 20 дней, переехала от его родителей - Пэта и Гортензии (Глэдис Джордж),- в отель и работает в ночном клубе. После совместной выпивки в баре захмелевший пытавшийся отыскать Мэри Фред попадает в квартиру Стивенсонов и влюбляется в Пегги. Ему снится кошмар о своих бомбардировках, свидетельницей которого становится девушка, которая на следующий день подвозит бывшего оператора сифона по розливу газировки, до отеля, где тот наконец воссоединяется с Мэри, увольняющейся из "Голубого чёрта". Придя на прежнее место работы, он обнаруживает, что аптека переоборудована в супермаркет под руководством мистера Торпа, предлагающего ему работу за 32 с половиной доллара в неделю, но Фред, получавший на фронте 400 в месяц, отказывается. Деньги, накопленные за время службы, быстро кончаются, что не нравится Мэри, думающей только о нарядах и развлечениях. Фред вынужден устроиться продавцом в отдел парфюмерии и официантом в тот самый супермаркет., его начальником становится мистер Мэркилл, раньше работавший с ним на розливе и имевший прозвище "Липучка". Пришедшей Пегги он предлагает пообедать в свой перерыв. От жены он узнаёт, что Пегги пригласила их в ресторан на двойное свидание. После разговора с Элом Фред звонит Пегги и сообщает, что они не смогут больше встречаться. После увольнения за драку с клиентом мужчина разочаровывается в пустой супруге, которую едва знает, и в конце-концов расстаётся с неверной Мэри, изменяющей ему с Клиффом Скалли и пожелавшей развода. Не видя будущего в городе, он рвёт фотографию, сделанную на двойном свидании, решает сесть на самолёт, вылетающий на восток в 8:00, и лететь, куда глаза глядят. Со слезами на глазах мистер Дерри читает Гортензии сопроводительное письмо сына к кресту за боевые лётные заслуги, которое он показал лишь перед отъездом. В аэропорту Фред посещает кладбище техники и вновь возвращается к мрачным воспоминаниям, когда залезает в один из B-17. Фреда окликивает начальник смены, нанимающий его для разбора самолётов на сборные дома.
Старшина флота Гомер Пэрриш (Гарольд Рассел), бывший звёздным атлетом в средней школе, работник ремонтного цеха на нижней корабельной палубе, возвращается домой к родителям и младшей сестре инвалидом, с протезами-крюками вместо рук, которые он потерял во время пожара. В разговоре с мистером Кэмероном (Дон Беддоу), советующим ему  как можно скорее найти работу, Пэрриш, видя неловкость родных при взгляде на его новые руки, и уходит в бар к дяде. Он испытывает большие сомнения: восстанавливать прежние отношения со своим другом детства и невестой Вилмой Кэмерон (Кэти О’Доннелл), живущей по соседству, на которой он обещал жениться по прибытии, или отпустить её. Гомеру, практикующемуся в стрельбе в сарае кажется, что местные ребятишки смеются над его инвалидностью, и в гневе, не в состоянии открыть дверь, разбивает окно и показывает перепуганным детям протезы, но, быстро придя в себя, говорит Вилме, что должен справиться с этим испытанием самостоятельно.Пару ждёт большое испытание их чувств. В вечер после увольнения Фреда Вилма сообщает жениху, что родители желают, чтобы она уехала к тёте, Гомер поддерживает это решение, т.к. не хочет, чтобы девушка страдала из-за своего доброго сердца. Вилма впервые видит предплечья Гомера, чувствующего себя беспомощным младенцем после снятия протезов перед сном, признаётся тому в любви и целует его.
На свадьбе Гомера и Вилмы Фред, служащий свидетелем, воссоединяется с мисс Стивенсон. Гомер без труда надевает кольцо на палец возлюбленной, новобрачных окружают радостные родственники. Фред целует стоящую в стороне Пегги, готовую разделить с ним невзгоды в поисках счастья.

## В ролях
| Актёр          | Роль                                    |
| -------------- | --------------------------------------- |
| Мирна Лой      | Милли Стивенсон, жена Эла               |
| Фредрик Марч   | Эл Стивенсон                            |
| Дана Эндрюс    | Фред «Фредди» Дерри                     |
| Тереза Райт    | Пегги Стивенсон, дочь Эла               |
| Вирджиния Мейо | Мэри Дерри,жена Фреда                   |
| Кэти О’Доннелл | Вилма Кэмерон, невеста Гомера           |
| Хоуги Кармайкл | Бутч Энгл, дядя Гомера                  |
| Гарольд Рассел | Гомер Пэрриш                            |
| Глэдис Джордж  | Гортензия Дерри, мать Фреда             |
| Стив Кокран    | Клифф                                   |
| Дон Беддоу     | мистер Кэмерон                          |
| Рэй Тил        | мистер Моллетт                          |
| Минна Гомбелл  | миссис Пэрриш                           |
| Чарльз Хэлтон  | Прю                                     |
| Хейни Конклин  | покупатель (в титрах не указан)         |
| Роберт Карнс   | сержант-техник (в титрах не указан)     |
| Гертруда Астор | гостья на свадьбе (в титрах не указана) |
| Лестер Дорр    | завсегдатай бара (в титрах не указан)   |

## Награды и номинации
- 1946 — премия Национального совета кинокритиков США за лучшую режиссуру (Уильям Уайлер).
- 1946 — 2 премии Общества кинокритиков Нью-Йорка: лучший фильм и лучший режиссёр (Уильям Уайлер).
- 1947 — 2 премии «Золотой глобус» за лучший фильм (драма), а также специальная награда за лучшие непрофессиональные действия (Гарольд Рассел).
- 1947 — 8 премий «Оскар»: лучший фильм (Samuel Goldwyn Productions), лучший режиссёр (Уильям Уайлер), лучший сценарий (Роберт Шервуд), лучшая мужская роль (Фредрик Марч), лучшая мужская роль второго плана (Гарольд Рассел), лучший монтаж (Дэниэл Мэнделл), лучшая музыка к драматическому или комедийному фильму (Хьюго Фридхофер), а также почетный «Оскар» за выдающиеся заслуги (Гарольд Рассел ("За надежду и смелость, вселяемую им товарищам-ветеранам") и номинация в категории «Лучший звук» (Гордон Сойер, Samuel Goldwyn Studio Sound Department).
- 1948 — премия "BAFTA" за лучший фильм.
- 1948 — премия «Бодил» за лучший американский фильм.
- 1948 — премия Общества сценаристов Испании за лучший иностранный фильм.
- 1948 — приз за лучшую режиссуру на кинофестивале в Карловых Варах.

## Признание
По версии Американского института кино картина занимает 37-е место в списке 100 фильмов (за 1998 и 2007 годы) и 11-е место в 100 вдохновляющих фильмов.

## Факты
Приводятся по сведениям Tcmdb.com и IMDb.com
- У фильма было два рабочих названия — «Слава для нас» и «Снова дома». Впоследствии было решено остановиться на текущем варианте, что вызвало недовольство автора романа-первоисточника Маккинли Кантора.
- «Лучшие годы нашей жизни» — первая послевоенная работа режиссёра Уильяма Уайлера и его последний фильм на киностудии Samuel Goldwyn Company.
- По задумке Сэмюэла Голдвина в фильме должны были сняться Тереза Райт, Дана Эндрюс, Дэвид Нивен, Фарли Грейнджер, Уолтер Бреннан и Констанция Доулинг. В итоге были приглашены только первые двое из этого списка.
- В роли Милли Стивенсон должна была сняться звезда 20th Century Fox Джун Хэвер, однако её заменила Мирна Лой.
- Планы вымышленного города Бун-сити снимались в Сакраменто и Лос-Анджелесе, но, согласно пресс-релизу картины, его прототипом был город Цинциннати.
- Рекламная кампания фильма длилась полгода и обошлась в полмиллиона долларов.
- Съёмки фильма продлились с 15 апреля по 9 августа 1946 года, а его премьера состоялась в Нью-Йорке 21 ноября того же года.
- Режиссёр Уильям Уайлер пришёл в негодование, узнав, что Сэмюэл Голдвин отправил Гарольда Рассела на курсы актёрского мастерства. Он считал, что без подготовки игра Рассела будет более естественной. Кроме того, стремясь сделать фильм как можно более реалистичным, Уайлер настоял, чтобы весь вспомогательный состав съёмочной группы был набран из настоящих ветеранов Второй мировой войны.
- Картина получила восторженные оценки критиков, как в США, так и за океаном. Так, например, еженедельник Variety назвал её лучшим фильмом нашей жизни.
- Сборы от проката фильма в США составили 11,3 миллиона долларов, что почти в шесть раз превысило затраты на его производство.
- 6 августа 1992 года Гарольд Рассел продал на аукционе полученную им за мужскую роль второго плана статуэтку «Оскар» за 60,5 тысяч долларов.
- Один из любимых фильмов Фрэнсиса Форда Копполы.